# أندرو ووكر
أندرو ووكر (29 أكتوبر 1971 في المملكة المتحدة - )  (بالإنجليزية: Andrew Walker) هو لاعب كريكت بريطاني.